# Алексі Жандар
Алексі Жандар (фр. Alexis Jandard, 23 квітня 1997) — французький стрибун у воду.
Учасник Олімпійських Ігор 2020 року, де в стрибках з 3-метрового трампліна посів 16-те місце.